# Каморі Думбія
Каморі Думбія (фр. Kamory Doumbia, нар. 18 лютого 2003, Бамако) — малійський футболіст, півзахисник французького клубу «Брест».

## Клубна кар'єра
Народився 18 лютого 2003 року в місті Бамако.
У дорослому футболі дебютував 2021 року виступами за команду «Реймс II», у якій провів один сезон, взявши участь у 14 матчах чемпіонату. У складі команди був одним з головних бомбардирів команди, маючи середню результативність на рівні 0,57 гола за гру першості.
Своєю грою за цю команду привернув увагу представників тренерського штабу клубу «Реймс», до складу якого приєднався 2022 року. Відіграв за команду з Реймса наступний сезон своєї ігрової кар'єри. Більшість часу, проведеного у складі «Реймса», був основним гравцем команди.
До складу клубу «Брест» приєднався 2023 року на правах оренди. Станом на 6 січня 2024 року відіграв за команду з Бреста 12 матчів в національному чемпіонаті.

## Виступи за збірну
У 2023 році дебютував в офіційних матчах у складі національної збірної Малі.
У складі збірної — учасник Кубка африканських націй 2023 року у Кот-д'Івуарі.
| Дата       | Місто      | Господарі         | Результат | Гості                            | Турнір                                   | Голи | Примітки |
| ---------- | ---------- | ----------------- | --------- | -------------------------------- | ---------------------------------------- | ---- | -------- |
| 23-9-2022  | Бамако     | Малі              | 1 – 0     | Замбія                           | товариський матч                         | -    | 63'      |
| 24-3-2023  | Бамако     | Малі              | 2 – 0     | Гамбія                           | Відбір до Кубка африканських націй 2023  | 1    |          |
| 18-6-2023  | Браззавіль | Республіка Конго  | 0 – 2     | Малі                             | Відбір до Кубка африканських націй 2023  | -    | 70'      |
| 8-9-2023   | Бамако     | Малі              | 4 – 0     | Південний Судан                  | Відбір до Кубка африканських націй 2023  | 2    | 77'      |
| 12-9-2023  | Абіджан    | Кот-д'Івуар       | 0 – 0     | Малі                             | товариський матч                         | -    |          |
| 13-10-2023 | Бамако     | Малі              | 1 – 0     | Уганда                           | товариський матч                         | -    | 68'      |
| 17-10-2023 | Портіман   | Саудівська Аравія | 1 – 3     | Малі                             | товариський матч                         | -    | 69'      |
| 17-11-2023 | Бамако     | Малі              | 3 – 1     | Чад                              | Відбір до ЧС 2026                        | 1    | 70'      |
| 20-11-2023 | Бамако     | Малі              | 1 – 1     | Центральноафриканська Республіка | Відбір до ЧС 2026                        | 1    | 76'      |
| 6-1-2024   | Бамако     | Малі              | 6 – 2     | Гвінея-Бісау                     | товариський матч                         | 1    | 33' 46'  |
| 16-1-2024  | Короґо     | Малі              | 2 – 0     | ПАР                              | Кубок африканських націй 2023 - 1-й етап | -    |          |
| Усього     |            | Матчів            | 11        |                                  | Голів                                    | 6    |          |